# Sukhoi Su-9 (1946)
Este artículo describe el primer avión en llevar el Su-9 y la designación Su-11. Para los interceptores supersónicos posteriores, ver Sukhoi Su-9 y  Sukhoi Su-11 respectivamente.
El Sukhoi Su-9 (en ruso: Сухой Су-9; designación DOD: Type 8), también conocido como Samolet K (Avión K), fue uno de los primeros aviones de combate con motor de reacción construidos en la Unión Soviética poco después de la Segunda Guerra Mundial. El diseño de este avión comenzó en 1944 y la intención inicial era que usara turborreactores de diseño soviético. El diseño fue fuertemente influenciado por los cazas de reacción alemanes capturados y posteriormente fue rediseñado para utilizar una copia soviética de un turborreactor alemán. El Su-9 era más lento que otros aviones soviéticos que se estaban desarrollando en la época y como resultado de esto, fue cancelado. Una versión modificada con otros motores diferentes y ala revisada se convirtió en el Su-11 (Samolyet KL), pero éste tampoco entró en producción. El Su-13 (Samolyet KT) fue una propuesta para remotorizar este avión con una copia soviética del turborreactor británico Rolls-Royce Derwent así como incluir modificaciones para el combate nocturno, pero la propuesta no fue aceptada.

## Diseño y desarrollo

### Su-9
Aunque semejante en aspecto al Messerschmitt Me 262, el Su-9 no estaba directamente relacionado con aquel avión. El primer vuelo fue el 13 de noviembre de 1946 y pruebas el mes siguiente. El Su-9 era un diseño avanzado para su tiempo con un asiento de eyección y una provisión para cohetes JATO (2x 11.27 kN {2,530 lbf} con empuje durante 8 segundos). Por primera vez en un avión soviético, el Su-9 utilizó un paracaídas de freno y frenos neumáticos únicos montados por ala. Estos fueron montados entre el alerón y las barquillas del motor debajo del ala. El avión fue demostrado al gran público el 3 de agosto de 1947 en el Campo de aviación Tushino
El desarrollo del Su-9 fue obstaculizado por el estigma asociado a su semejanza al Me 262. El diseñador de avión competidor Aleksandr Yákovlev usó este hecho contra Sukhoi frente a Iósif Stalin.
El Su-9 fue abandonado a favor del Su-11 más avanzado (LK).

### Su-11
A principios de 1947, se decidió modificar el prototipo del  Su-9 entrenador de dos asientos entonces en construcción. El Su-11 (Samolet LK) fue completado en mayo de 1947. La modificación más importante era el reemplazo de los motores Jumo 004B con los más poderosos diseñado por los soviéticos turbojets Lyulka TR-1 que desarrollaban de 12.7 kN (2,865 lbf) de empuje cada uno. El Su-11 fue el primer avión soviético de motor para usar motores de fabricación propia. El ala y la estructura de fuselaje habían sido revisadas para adaptarse a los motores Lyulka bastante más grandes . El Su-11 voló por primera vez el 28 de mayo de 1947 con G.M. Shiyanov en los mandos. Los vuelos de prueba revelaron la inestabilidad a altas velocidades y que los motores Lyulka no eran fiables. Como resultado, el proyecto fue abandonado en abril de 1948.

### Su-13
El Su-13 fue la tentativa final de mejorar el funcionamiento del diseño de Su-9 básico. Redujeron el grosor de ala máximo de un 11 % al 9 % de la cuerda y los planos de fueron barrido. El avión también fue equipado con un par de motores Klimov RD-500 (copia no autorizada del Rolls-Royce Derwent )  con 15.6 kN (3,500 lbf) de empuje cada uno. También propusieron a una versión de caza nocturno con radar y dos cañones de 37 mm Nudelman N 37 . Sin embargo, la velocidad máxima proyectada, de menos de 1000 kilómetros/h (540 nudos, 620 millas por hora) fue considerada insuficiente y el proyecto fue abandonado antes de que el prototipo pudiera finalizarse.

## Variantes
- Su-9UT – Propuesta de una versión biplaza de entrenamiento que no llegó a ser construida.[4]
- Su-11 (Samolyet KL) – Su-9 modificado con nuevas alas y motores Lyulka TR-1. Construido un prototipo.[4]
- Su-13 (Samolyet KT) – Propuesta de Su-9 modificado con motores Klimov RD-500 para combate nocturno. Ningún ejemplar construido.[5]

## Operadores
Unión Soviética
- Fuerza Aérea Soviética

## Especificaciones (Su-9)
Referencia datos: Early Soviet Jet Fighters

### Características generales
- Tripulación: 1 (piloto)
- Longitud: 10,546 m
- Envergadura: 11,2 m
- Altura: 3,4 m
- Superficie alar: 20,2 m²
- Peso vacío: 4060 kg
- Peso cargado: 5890 kg
- Planta motriz: 2× turborreactores Tumansky RD-10.
  - Empuje normal: 9 kN (918 kgf; 2023 lbf) de empuje cada uno.
- Capacidad de combustible: 1350 kg

### Rendimiento
- Velocidad máxima operativa (Vno): 885 km/h (550 MPH; 478 kt)
- Alcance: 1200 km (648 nmi; 746 mi)
- Techo de vuelo: 12 800 m (41 995 ft)

### Armamento
- Cañones: 

  - 1 × Nudelman N-37 de 37 mm con 40 proyectiles (también podía ser equipado con el Nudelman N-45 de 45 mm en su lugar)
  - 2 × Nudelman-Suranov NS-23 de 23 mm con 200 proyectiles
- Bombas: Hasta 500 kg de bombas

### Aeronaves similares
- Messerschmitt Me 262
- Heinkel He 280
- Gloster Meteor
- Nakajima J9Y Kikka